# LapLink
Laplink (estilizado como LapLink ) fue un programa propietario desarrollado por Mark Eppley y vendido por Traveling Software, cambiado más tarde a LapLink Software, Inc. Disponible por primera vez en 1983, LapLink se utilizó para sincronizar, copiar o mover archivos entre dos ordenadores, en una época anterior a las redes de área local, utilizando los puertos paralelo de cada ordenador y un cable LapLink o los puertos serie y un cable de módem nulo y posteriormente los puertos USB y un cable de red USB adhoc.   
LapLink fue el predecesor de Laplink PCmover.    
LapLink normalmente se enviaba con un cable LapLink para enlazar dos ordenadores, permitiendo la transferencia de archivos de un ordenador a otro mediante el programa LapLink.